# Marina Popóvitx
Marina Lavréntievna Popóvitx, rus: Мари́на Лавре́нтьевна Попо́вич, de soltera Vassílieva, rus: Васи́льева (20 de juliol de 1931 - 30 de novembre de 2017) fou una coronel de la Força Aèria Soviètica, enginyera i condecorada pilot de proves. El 1964 es va convertir en la tercera dona (i la primera dona soviètica) a trencar la barrera del so.Coneguda com a "Madame MiG" a la premsa occidental per la seva tasca en el caça soviètic, va establir més de cent rècords mundials de l'aviació en més de 40 tipus d'avions durant la seva carrera.

## Biografia
Marina Vassílieva va néixer el 1931 al raion de Vélijski (óblast de Smolensk), però fou evacuada amb la seva família a Novossibirsk durant la Segona Guerra Mundial.
| « | Vivíem a prop de Smolensk, a la petita ciutat de Vélij. Érem bombardejats constantment, i llavors vaig veure prou els horrors de la guerra ... Després d'això, els meus cosins Mixa i Volódia Ivanutini, que tenien 9-12 anys, van entrar als partisans. El record de la guerra és molt fort ... És per això que volia volar. Volia venjar-me dels nazis. Volia revenja. Però mentre jo creixia, els nazis van morir i el desig d'aprendre a volar va romandre. | » |

Tanmateix, després de la guerra, la Unió Soviètica impedia que les dones servissin com a pilots militars.A part del gènere, hi havia altres inconvenients: un d'ells era de creixement (feia 1,50 metres d'alçada). Més endavant, recordaria: 
| « | Les cames no m'arribaven als pedals. Aleshores em vaig fixar un objectiu: estirar les cames. Vaig trobar uns ganxos d'escalada i vaig demanar que em pengessin de cap per avall. Com a resultat, vaig créixer (tenia 16 anys) o bé les meves classes van ajudar, però la meva alçada va augmentar fins a 1,61 metres i es va obrir el camí cap al club de vol. Al principi saltava amb paracaigudes, i després vaig començar a volar. | » |

El tercer problema és que era massa jove (16 anys), per la qual cosa Vassílieva es "va atribuir" 6 anys més. Va escriure al mariscal soviètic Kliment Voroixílov per demanar-li si podia ingressar en una escola de vol. Voroxílov va intercedir en nom seu i va ser admesa a l'Escola Tècnica d'Aviació de Novossibirsk on es va graduar el 1951.
Inicialment, va treballar com a enginyera, i després com a instructora de vol. El 1962, va entrar al primer grup de dones que s'entrenaran per convertir-se en cosmonautes al programa espacial soviètic. Després de dos mesos d'entrenament, fou apartada del programa.El seu marit, Pàvel Popóvitx, amb qui s'havia casat el 1955, va ser admès al programa, i es convertiria en la vuitena persona en anar a l'espai, a bord de la Vostok 4, el 1962.
Es va convertir en pilot de la Força Aèria Soviètica el 1963, i el 1964 va ser admesa com a pilot de proves militar. Més tard aquell any, va trencar la barrera del so en un MiG-21. Va passar a la reserva com a militar el 1978 i després es va incorporar a l'Oficina de Disseny Antónov com a pilot de proves. A Antónov, va establir deu registres de vols amb el turbohèlice Antónov An-22.Es va retirar el 1984.
Autora de catorze llibres,incloent la col·lecció de poesia Jizn - vetxni vzliot, rus: Жизнь — вечный взлёт ("La vida és una eterna ascensió", 1972)fou també coautora de dos guions de cinema: Nebo so mnoi, rus: Небо со мной ("El cel és amb mi", 1974)i Buket fialok, rus: Букет фиалок ("Ram de violetes", 1983).Una estrella de la constel·lació del Cranc porta el seu nom.
Popóvitx va morir el 30 de novembre de 2017 a Krasnodar. Va ser enterrada amb honors militars el 4 de desembre de 2017 al Cementiri Memorial Militar Federal.

### Popóvitx i els OVNIs
Marina Popóvitx va parlar de la seva experiència amb OVNIs en el seu llibre titulat UFO Glàsnost, rus: УФО-гласность (publicat el 2003 a Alemanya) i en conferències i entrevistes públiques.Va afirmar que els pilots militars i civils soviètics havien confirmat 3000 albiraments d'ovnis i que la Força Aèria Soviètica i el KGB havien recuperat fragments de cinc OVNIs estavellats.

## Vida privada
El primer marit de Marina Popóvitx fou Pàvel Popóvitx, excosmonauta soviètic,amb qui va tenir dues filles, Natàlia (n. 1956) i Oksana (n. 1968), ambdues graduades a l'Institut Estatal de Relacions Internacionals de Moscou.Va tenir dues netes, Tatiana i Aleksandra, i un net, Michael, aquest últim nascut a Anglaterra. El seu segon marit fou Borís Aleksàndrovitx Jikhórev, un general major de la Força Aèria de Rússia retirat, vicepresident del Comitè Central de la Unió d'Oficis Soviètics.

## Premis i honors
- Orde de la Bandera Roja
- Orde de l'Estrella Roja
- Orde de la Insígnia d'Honor
- Mestre honrat d'esports de l'URSS
- Guanyadora de la Gran Medalla d'Or de la FAI per la difusió de coneixements aeronàutics